# Одиннадцатый Доктор
Одиннадцатый Доктор (англ. Eleventh Doctor) — воплощение Доктора, главного персонажа британского научно-фантастического телесериала «Доктор Кто». Роль Одиннадцатого Доктора играл актёр Мэтт Смит, заменивший Дэвида Теннанта (Десятого Доктора) в серии «Конец времени». На данный момент Мэтт является самым молодым актёром, игравшим Доктора.
Доктор является представителем внеземной расы Повелителей Времени с планеты Галлифрей, который при помощи пространственно-временного устройства ТАРДИС путешествует через время и пространство, чаще всего со спутниками. Когда Доктор получает значительные увечья, по его желанию тело может «регенерировать», однако при каждом новом воплощении его внешность и характер меняются.
К октябрю 2013 года вышли все 13 эпизодов 7-го сезона и два спецвыпуска (День Доктора и Время Доктора) с Одиннадцатым Доктором. В пятом сезоне и Рождественском выпуске 2012 ТАРДИС Доктора также претерпела большие изменения. Фирменная фраза Одиннадцатого Доктора — «Джеронимо!».
1 июня 2013 года стало известно, что Мэтт Смит покидает сериал. Одиннадцатый Доктор регенерировал в рождественской серии 2013 года. Его последователем стал известный шотландский актёр, лауреат премии «Оскар» Питер Капальди.

## Дополнительная информация
- Дэвид Теннант, исполнявший роль Десятого Доктора с 2006 года, объявил об уходе в октябре 2008-го[10]. Актёра, который будет исполнять роль Одиннадцатого Доктора, подбирали несколько месяцев. 27-летний Мэтт Смит стал самым молодым актёром, который играл Доктора. До него самым молодым был актёр Питер Дэвисон, сыгравший в 29-летнем возрасте Пятого Доктора.
- Первой спутницей Одиннадцатого Доктора стала молодая девушка Эми Понд, которую сыграла шотландская актриса Карен Гиллан (она уже появлялась в сериале в роли прорицательницы в эпизоде «Огни Помпеи»). Также к ним присоединился жених, а впоследствии муж Эми — Рори Уильямс в исполнении Артура Дарвилла.
- Мэтт Смит также сыграл Доктора в двух сериях сериала «Приключения Сары Джейн», как и его предшественник.

## Сюжет
Одиннадцатый Доктор впервые появляется в последние минуты серии «Конец времени». Десятый Доктор регенерирует, получив смертельную дозу радиации. В результате энергия регенерации разрушила консольную комнату ТАРДИС, и она падает в 1996 год в саду маленькой Амелии Понд («Одиннадцатый час»). Амелия доверяет «доктору в лохмотьях», полагая, что он полицейский, который пришёл по поводу трещины в стене её спальни. Доктор узнаёт, что в стене девочки образовалась трещина во времени и пространстве. Он чинит стену и узнаёт о побеге галактического преступника под кодовым именем Заключённый Ноль. Доктор забирается в повреждённую ТАРДИС и возвращается к Амелии, когда она повзрослела. Он, Эми и её жених Рори останавливают Заключённого Ноль, и Доктор получает обновлённую ТАРДИС в результате поломки старого оформления. Он предлагает Эми путешествовать вместе с ним, и она соглашается.
В первом путешествии Эми с Доктором освобождают последнего звёздного кита из плена будущих британцев, использующих его как большой корабль («Зверь внизу»). Затем они отправляются во времена Второй мировой войны и встречают далеков («Победа далеков»), которые служили Уинстону Черчиллю, на самом деле используя его как прикрытие операции по уничтожению человечества. Затем Доктор и Эми встречают Ривер Сонг, вместе с которой остановили Плачущих ангелов («Время ангелов»/«Плоть и камень»). Перед расставанием Ривер предсказала «открытие Пандорики».
После этого Доктор узнаёт, что Эми сбежала с ним потому, что опасалась свадьбы с Рори. Доктор решает помочь им помириться и берёт Рори с собой. Втроём они останавливают инопланетян-вампиров, прибывших в средневековую Венецию с целью её затопления (они в основном подводные существа) («Вампиры Венеции»). Рори решает остаться компаньоном Доктора по протекции Эми. Затем они встречают Повелителя Снов, который погрузил их в двойной сон и заставил выбирать, какой из них «реален» («Выбор Эми»). Это испытание заставило Эми осознать, насколько ей дорог Рори. Оказалось, что Повелитель Снов был тёмной стороной Доктора, созданной паразитом ума. Затем друзья встречают силурианцев — прежних обитателей Земли, которые намерены вернуть себе господство над планетой («Голодная Земля»/«Холодная кровь»). Троица останавливает их, но при этом они находят снова ту волшебную трещину, которая втягивает Рори, и он исчезает из жизни…
Доктор не забывает Рори (в отличие от Эми), и они идут дальше. Доктор и Эми знакомятся с Винсентом Ван Гогом («Винсент и Доктор»), которому помогают осознать полезность своего художественного таланта и показывают, каким известным он станет в будущем. Они находят у него картину «Пандорика открывается». В серии «Квартирант» Доктор показывает себя отличным футболистом и находит экспериментальную ТАРДИС с управлением, рассчитанным на четверых человек.
Затем Доктор и Эми обнаруживают, что возродившаяся на Скаро империя далеков осмелилась существенно изменить ход истории, уничтожив человеческую расу в 1963 году («Doctor Who: The Adventure Games#City of the Daleks»). На Скаро далеки отстроили свои города, заводы, стали производить себе подобных и при помощи украденной технологии хотели стать новыми «повелителями времени». Вместе Доктор и Эми отправились в прошлое и предотвратили возрождение империи.
После этих событий ТАРДИС Доктора принимает сигнал бедствия с человеческой современной антарктической базы. Там они обнаруживают потерпевший крушение десять тысяч лет назад корабль киберлюдей, которые превратили персонал базы в т. н. «киберрабов», чтобы они разбудили армию («Doctor Who: The Adventure Games#Blood of the Cybermen»). Но Доктор вновь включает стазис и усыпляет киберлюдей.
После этого Доктор и Эми отправляются в XIII век, в подводную колонию на месте затопленного Лондона Посейдон-8, на которую напали Вашта Нерада, появившиеся вместе с инопланетной акулой и радиацией, заразившей персонал неизвестной болезнью («Doctor Who: The Adventure Games#Shadows of the Vashta Nerada»). Доктор, Эми и выживший персонал колонии останавливают их.
В конце сезона Доктор и Эми встречают воскресшего Рори и Ривер и вчетвером восстанавливают исчезающую вселенную, когда Доктор помещает себя в Пандорику вместо батареи («Пандорика открывается»/«Большой взрыв»). В результате Эми и Рори его забывают, но дневник Ривер помогает им вспомнить. Доктор материализуется в ТАРДИС прямо на банкете в честь свадьбы Эми и Рори в довольно старомодном костюме. После этого они снова улетают.

### После восстановления Вселенной
В шестом сезоне Доктор погибает от руки Ривер Сонг в скафандре Нила Армстронга: после первого выстрела он начал было регенерировать, но второй выстрел убивает его («Невозможный астронавт»/«День Луны»). Затем оказалось, что это был Доктор из будущего, а нынешний (на 200 лет младше) жив-здоров. Эми хочет рассказать ему, что случится, но Ривер и Рори её отговаривают. В одной из серий оказывается, что Тишина, о которой Доктора предупреждали в Венеции, — это религиозный культ инопланетян, которых помнишь, только пока на них смотришь (когда отвернёшься, думаешь, что ничего не видел). Также выяснилось, что Эми была подменена искусственным клоном, которым неосознанно управляла настоящая Эми, находившаяся на последнем месяце беременности на астероиде Прибежище демона («Мятежная плоть»/«Почти люди»). Она рожает дочь Мелоди, которую почти сразу забирает злодейка мадам Ковариан. Затем Рори и Доктор спасают малышку, и Доктор узнаёт, что Мелоди была зачата в ТАРДИС и поэтому является наполовину Повелителем Времени. Оказалось, что малышку заменили на нового клона, а настоящая всё равно похищена («Хороший человек идет на войну»).
Затем прилетает Ривер и признаётся, что она — взрослая Мелоди, и это она была женщиной, убившей Доктора. Эми знала её с детства как чернокожую Мэлс, в которую Мелоди регенерировала через полгода после основных событий серии «День Луны». В следующий раз регенерирует в Ривер Сонг в серии «Давай убьём Гитлера» и почти убивает Доктора, но вовремя одумывается и отдаёт ему всю оставшуюся энергию регенерации. Затем Эми и Рори решают больше не искать дочь, поскольку понимают, что ещё встретят её. Ближе к концу шестого сезона Доктор возвращает Эми и Рори домой и продолжает путешествовать один («Комплекс Бога»).
За день до смерти Доктор прилетает к своему старому другу Крейгу и вместе с ним спасает город от киберлюдей («Время на исходе»). Крейг дарит Доктору ту самую шляпу, в которую выстрелила Ривер в эпизоде «Невозможный астронавт». Также Доктор берёт у Крейга синие конверты, которые получат сам Доктор, Ривер, Кантон, Эми и Рори. Доктор узнаёт у некоторых инопланетян информацию о Тишине. Он совершает последнее путешествие на озеро Силенсио (Silencio — по-испански 'тишина'). Из озера выходит Ривер в скафандре (при этом на берегу стоит будущая версия Ривер, которой пришлось притворяться, что она не знает, кто в скафандре), однако Доктор знает, что это она. Ривер умоляет Доктора убежать, так как она не контролирует костюм и он в любую минуту выстрелит в него. Доктор говорит, что он должен умереть, так как его смерть — фиксированная точка во времени. Ривер стреляет мимо Доктора, говорит, что подчинила себе скафандр. Эта версия реальности стирается. Создаётся альтернативная вселенная — Уинстон Черчилль, птеродактили, римляне и силурианцы живут в 2011 году. Всё время застыло на одной дате — 22 апреля 2011 года, 17.02 (время смерти Доктора на озере Силенсио). Сам же Доктор является предсказателем Черчилля. Его и Доктора преследует Тишина, но тут на помощь приходит Эми. Она отвозит Доктора в Зону 52 , которая находится в пирамиде. Там в сотнях резервуаров находятся агенты Тишины. Доктор дотрагивается до Ривер, и время снова начинает идти. Тишина выбирается из резервуаров и убивает всех охранников зоны 52 — они воздействуют на глазные повязки, которые охранники (в том числе Доктор, Эми, Рори, Ривер и мадам Ковариан) носили на глазах. Доктор и Ривер убегают на крышу пирамиды, а Эми спасает Рори от Тишины, убивая мадам Ковариан. Доктор женится на Ривер, целует её, тем самым возвращая вселенную в обычное русло. Доктор погибает («Свадьба Ривер Сонг»).

### После свадьбы с Ривер Сонг
Одним вечером Эми сидит во дворе своего дома, когда появляется Ривер, которая говорит, что была в Византии и видела там Эми — ещё молодую («Плоть и камень»). Эми говорит, что Доктор умер и она скорбит по нему из-за этого. Приходит Рори, и Ривер рассказывает, что Доктор не умер.
Тем временем человек в балахоне приносит голову Дориума Малдовара. Дориум узнаёт человека и изумленно спрашивает, как у него это получилось. Человек снимает балахон — им оказывается Доктор. Он обманул всех — на самом деле на озере Силенсио был робот-двойник Теселекты, управляемый людьми внутри него. Сам же Доктор и ТАРДИС были внутри. Показываются два флешбэка — Теселекта спрашивает Доктора, могут ли они ему помочь. Доктор молча уходит, но через секунду возвращается, прося помочь инсценировать его смерть. Второй флешбэк — во время церемонии с Ривер, Доктор говорит: «Смотри в мой глаз». Ривер видит там настоящего Доктора. Доктор начинает уходить, однако Дориум говорит, что на полях Трензалора при падении Одиннадцатого будет задан главный вопрос во Вселенной, который спрятан у всех на виду, и тогда Тишина падёт — Доктор Кто? Доктор улетает на ТАРДИС.
Затем Доктор снова вместе с Эми и Рори посещает Лондон 1605 года, где встречает Гая Фокса, одного из основателей Порохового заговора («Doctor Who: The Adventure Games#The Gunpowder Plot»). Исследовав город, они обнаруживают, что Лондон стал полем боя для сонтаранцев и рутанов в ходе войны. Понимая, что договариваться бесполезно, они вручают обеим расам оружие массового поражения, которое может уничтожить либо сонтаранцев, либо рутанов, но не говорят, какая именно раса будет уничтожена при его активации, поэтому никто не рискнул его применить.
В рождественском специальном выпуске 2011 года («Доктор, вдова и платяной шкаф») Доктор встречает Мэдж Аруэлл и её двух детей: Лили и Сирилла. Всё шло хорошо, но в рождественскую ночь Сирилл заглядывает в один из подарков и оказывается в лесу, где его берут в плен деревянные существа. Доктор и Лили отправляются его искать, Мэдж в шоке. Когда все четверо собираются, Мэдж силой воспоминаний проводит всех через временную воронку и видит своего погибшего мужа живым. Доктор улетает к Пондам на Рождество.
В серии «Изолятор далеков» Доктора, Эми и Рори похищают далеки и доставляют их на планету «Изолятор», или «Прибежище», куда далеки ссылают всех неконтролируемых и сумасшедших далеков. Доктор и его спутники должны отключить щиты планеты, чтобы корабль-Парламент Далеков мог уничтожить Изолятор. В Изоляторе Доктор встречает Клару Освин Освальд, которая оказывается девушкой с упавшего на планету звездолёта «Аляска». Оказывается, её сделали далеком. Узнав горькую правду о себе, она помогает бежать Доктору, Эми и Рори, а сама погибает вместе с сумасшедшими далеками.
Потом на звездолёте с динозаврами они останавливают купца Соломона от похищения египетской царицы Нефертити и не дают землянам подбить корабль с доисторическим грузом, который слишком близко подошёл к Земле («Динозавры на космическом корабле»).
После предотвращения убийства киборгом жителей города на Диком Западе («Город под название „Милосердие“») и нападения загадочных чёрных кубов из космоса («Сила трёх») Доктор прощается с Эми и Рори в серии «Ангелы захватывают Манхэттен», где им приходится пожертвовать собой, чтобы спасти мир от нападения Плачущих ангелов.

### Клара Освальд
После событий шестого эпизода Доктор отправляется в викторианский Лондон («Снеговики»), где уединяется в ТАРДИС на облаке. Однажды во время прогулки он сталкивается с официанткой Кларой. Девушка пытается начать беседу, однако Повелитель Времени не желает заводить новых знакомств, что не мешает Кларе погнаться за его каретой и, буквально свалившись ему на голову, задать вопрос «Доктор кто?». Доктор хочет стереть девушке память, однако из-за нападения снеговиков ему приходится отпустить Клару, но та следует за Доктором и попадает на облако, на котором обитает Повелитель Времени. Девушка убегает оттуда и на следующее утро возвращается на свою настоящую работу гувернанткой. После разговора с детьми Франческой и Дигби Клара понимает, что ей нужно найти Доктора, приходит к лестнице на облако, где её находит Дженни, помощница мадам Вастры. Клара проходит «проверку одним словом», и Вастра убеждает Доктора вернуться на Землю. В особняке отца Франчески и Дигби из замёрзшего пруда выходит бывшая гувернантка детей, от которой Повелитель Времени и Клара сбегают на ТАРДИС. Ледяная дама следует за ними и сбрасывает девушку с облака. Клару ненадолго оживляет Стракс, и перед смертью она говорит Доктору: «Беги, умный мальчик, беги, и помни». Доктор и Вастра побеждают доктора Симеона, которым управлял старый враг Повелителя Времени, Великий Разум. После этого Доктор и викторианская троица приходят на могилу Клары, где Доктор видит на надгробии девушки её полное имя — Клара Освин Освальд, после чего осознаёт, что он уже встречал эту девушку в Прибежище далеков. Доктор убегает искать Клару, оставив в недоумении Вастру, Дженни и Стракса, а где-то в будущем мимо этой самой могилы проходит ещё одна Клара…
В приквеле к эпизоду «Колокола Святого Иоанна» Доктор с грустным видом сидит на качелях, где с ним знакомится маленькая девочка. В ходе разговора Доктор говорит, что потерял свою подругу и не думает, что сможет увидеть её вновь. Девочка говорит, что когда она что-то теряет, то идёт в тихое место и вспоминает, где искать потерянную вещь. После разговора девочка убегает к своей матери, которая оказывается матерью Клары Освальд, а сама девочка — Кларой, которую Доктор не узнал из-за юного возраста. Доктор решает последовать совету девочки и отправляется в тихое место — Камбрию 1207 года, где внезапно получает звонок от Клары, которая считает номер Доктора техподдержкой…
Одиннадцатый Доктор участвовал в спасении Галлифрея в серии «День Доктора».

## Появления в аудиокнигах
Одиннадцатый Доктор также появляется в сериях аудиокниг. Первый их релиз — The Runaway Train by Oli Smith.

## Личность

### Характер
Одиннадцатый Доктор очень похож на Второго: он беззаботен, очень болтлив, весел, добродушен и хитёр (в серии «Время на исходе» он говорит Крейгу: «Вы сделали ремонт. Мне не нравится», что является схожей с фразой Второго Доктора, которую тот адресовал Третьему, увидев немного изменённую ТАРДИС: «Я вижу, ты немного изменил интерьер. Мне не нравится»). Он всегда пытается хорошо выглядеть перед врагами, даже если на волоске судьба целой планеты. Очень дипломатичен и всегда старается действовать мирно. Но при этом достаточно раздражителен, поскольку не любит торопливости и болтовни во время своих размышлений. Кроме того, он не любит критики в свой адрес, особенно если она касается его бабочки или причёски. Теряет над собой контроль, когда кто-то пытается навредить его близким и друзьям. Военный Доктор увидев Одиннадцатого сделал вывод, что у него «кризис среднего возраста».
Несмотря на внешнюю беззаботность Одиннадцатого Доктора, в нём отчётливо чувствуется душа девятисотлетнего старика, о чём красноречиво говорит эпизод «Зверь внизу». Также Доктор может быть крайне наивным и, сам хитря с окружающими, зачастую не распознаёт хитрости по отношению к нему. Так в серии «Имя Доктора» его обманули дети, в специальном эпизоде «Тем временем в ТАРДИС. Часть 2» его обманывает Амелия Понд, в серии «Победа далеков» его обманывают далеки. Также Одиннадцатый доктор не умеет врать, о чём ему и заявляет Эмми в специальном эпизоде «Плохая ночь»: «Ой, только не ври мне, Доктор, врун из тебя никакой!»
Тёмная сторона Одиннадцатого Доктора очень сильна, это особенно хорошо показано в серии «Хороший человек идёт на войну», а также в серии «Выбор Эми», где он встречает Повелителя Снов, по сути являющимся воплощением его тёмной стороны.
Одиннадцатый Доктор хорошо ладит с детьми: с каждым ребёнком, которого он встречал, он весело общался и старался даже в случае самой большой опасности поддерживать в нём хорошее настроение и храбрость. Это сыграло ключевую роль в серии «Рождественская песнь», где именно его любовь к детям помогла ему сделать добрым чёрствого Казрана.
В Доктора влюблена Ривер Сонг, но он относится к ней неоднозначно: он не хотел с ней связываться при первой встрече, но в серии «День Луны» они впервые поцеловались. Ривер была удивлена, узнав, что раньше они этого не делали. Как потом оказалось, в конце 6-го сезона они поженились.

### Имидж
Изначально создатели сериала дали Мэтту костюм наподобие Джека Воробья из «Пиратов Карибского моря», но он выбрал другой: твидовый пиджак, галстук-бабочку, брюки на подтяжках и чёрные ботинки. У Доктора было два разных твидовых пиджака, однако в эпизоде «Плоть и камень» один из пиджаков остался в руках Плачущего ангела. На протяжении всего 5 сезона Доктор считал, что его галстук-бабочка — это «круто», хотя все вокруг него утверждали обратное. В последней серии 5 сезона «Большой взрыв» Доктор посчитал, что носить фески — тоже «круто». В серии «Невозможный астронавт» Доктор был в ковбойской шляпе, подаренной Крейгом Оуэнсом, которую оценил Рори.
На протяжении 5 сезона Доктор носил синие подтяжки и синюю бабочку, когда отправлялся в прошлое, и красные подтяжки и красную бабочку, когда отправлялся в будущее.
В серии «Смерть Доктора» сериала «Приключения Сары Джейн» Доктор был одет в обычную белую рубашку, светло-коричневый твидовый пиджак и чёрную бабочку, которые впоследствии стал постоянно носить в 6 сезоне. Во второй половине шестого сезона Доктор помимо твидового пиджака иногда надевал зелёный плащ-пиджак. Во второй половине седьмого сезона он стал носить сюртук фиолетового цвета, фиолетовую бабочку и добавил в костюм жилетку, а свой твидовый пиджак надевал только в мини-эпизодах.
После серии «Ангелы захватывают Манхэттен» стал носить круглые очки Эми в память о Пондах.
В начале 5 сезона получил новую звуковую отвёртку с золотистым корпусом и зелёным фонариком. Также она отличается наличием складной шкалы и четырьмя складными шипами, придающими ей сходство с обычной отвёрткой. Она похожа на отвёртку Ривер, но не имеет пистолетной рукоятки. Это даёт повод думать, что Доктор взял именно эту отвёртку за основу той, что подарил ей.
Возраст
Одиннадцатый Доктор прожил дольше всех своих инкарнаций. Он полностью прожил жизнь Повелителя времени (около 1000 лет). И стал первым из Докторов, который получил новый цикл жизней.

## Спутники
Первой постоянной спутницей Одиннадцатого Доктора стала Эми Понд (кроме серии «Время на исходе»), которую он встретил сразу после регенерации (5 сезон). Муж Эми, Рори Уильямс, был временным спутником в пятом и постоянным в шестом и первой половине седьмого сезона. В некоторых сериях появляется Ривер Сонг, впоследствии оказавшаяся дочерью Эми и Рори. В двух сериях Доктору помогает Крейг Оуэнс, у которого он снимал квартиру. В Рождественском эпизоде 2012 года у Доктора появилась новая постоянная спутница Клара Освальд, которую сыграла Дженна Коулман, уже появлявшаяся ранее в серии «Изолятор далеков» в виде реинкарнации своей героини.